# Alexander Lynggaard
Alexander Lynggaard (født 27. marts 1990) er en dansk håndboldspiller, der til daglig spiller i Bjerringbro Silkeborg Håndbold (BSH). Han har tidligere spillet for Nordsjælland Håndbold, Team København og FIF.
Lynggaard har spillet på en række danske ungdomslandshold og været med til at vinde VM-sølv samt guld og sølv ved EM. Han blev første gang udtaget til A-landsholdet i 2014 og var blandt andet med i truppen til EM 2016, hvor han dog han dog kun fik meget begrænset spilletid.